# Mount Warren
Mount Warren är ett berg i Kanada.   Det ligger i provinsen Alberta, i den centrala delen av landet, 3 100 km väster om huvudstaden Ottawa. Toppen på Mount Warren är 2 978 meter över havet.
Terrängen runt Mount Warren är bergig västerut, men österut är den kuperad.Trakten runt Mount Warren är nära nog obefolkad, med mindre än två invånare per kvadratkilometer.. Det finns inga samhällen i närheten. 
Trakten runt Mount Warren består i huvudsak av gräsmarker.